# Tribalus floridus
Tribalus floridus är en skalbaggsart som beskrevs av Vienna 1993. Tribalus floridus ingår i släktet Tribalus och familjen stumpbaggar. Inga underarter finns listade i Catalogue of Life.